# Nemszerul ponun szonjo
A Nemszerul ponun szonjo (hangul: 냄새를 보는 소녀, RR: Naemsaereul boneun sonyeo), angol címén The Girl Who Sees Smells, 2015-ben bemutatott dél-koreai televíziós sorozat, melyet az SBS csatorna vetített 2015. április 1. és május 21. között Pak Jucshon (Park Yu-cheon), Sin Szegjong (Sin Se-gyeong), Namgung Min és Jun Dzsinszo (Yun Jin-seo) főszereplésével. A sorozatot az azonos című webképregény alapján készítették.

## Történet
Cshö Unszol (Choi Eun-seol ) (Sin) arra ér haza az iskolából, hogy egy maszkos férfi megölte a szüleit. A férfi őt is megpróbálja elkapni, de a lánynak sikerül elmenekülnie. Menekülés közben azonban elgázolja egy autó, ami után hónapokig kómában fekszik.
Azon az estén, amikor ez történt, Cshö Mugak (Choi Mugak) (Pak (Park)) is a kórházba siet ugyancsak Unszol (Eun-seol) nevű húgához, aki egy kisebb balesetben megsérült. Csakhogy a lányt halva találja a kórházi ágyon: elvágták a torkát.
Miután Unszol (Eun-seol) magához tér a kómából, arra eszmél, hogy egyik szeme zöld színűvé vált, és hirtelen képes lett látni az illatok molekuláit. Emlékezni azonban nem emlékszik semmire, és mivel veszélyben van, a nyomozást vezető rendőr azt mondja neki, ő az apja, a neve pedig O Cshorim (O Cho-rim). A lány boldogan éli tovább az életét, miután megbarátkozik különös képességével, és három évvel később már egy kis színházi társulatnál igyekszik komikává válni.
Mugakot annyira megviseli a húga elvesztése, hogy napokig nem eszik, nem alszik, majd a klinikai halál állapotába kerül. Csodával határos módon mégis felépül, azonban ráeszmél, hogy elvesztette minden érzékelőképességét: sem az ízeket, sem az illatokat nem érzi, sőt a fájdalmat sem érzékeli. Mugak feladja korábbi munkáját és rendőrnek jelentkezik, hogy megtalálja a húga gyilkosát, mivel a rendőrség nem jutott semmire az ügyben.
Cshorim (Cho-rim) és Mugak véletlenül futnak össze, miközben a férfi épp egy rablót üldöz, s a lány a különös képességével segít neki elkapni az elkövetőt. A lánynak sürgősen partnerre van szüksége egy fellépéshez a színházban, így felajánlja Mugaknak, hogy segít neki nyomozói rangot kapni, ha a férfi cserébe fellép vele a színházban. A furcsa páros nekilát nyomozni egy modell gyilkossági ügyében, akinek halála kísértetiesen hasonlít Cshorim (Cho-rim) valódi szüleinek halálához (amire a lány nem emlékszik).

## Szereplők

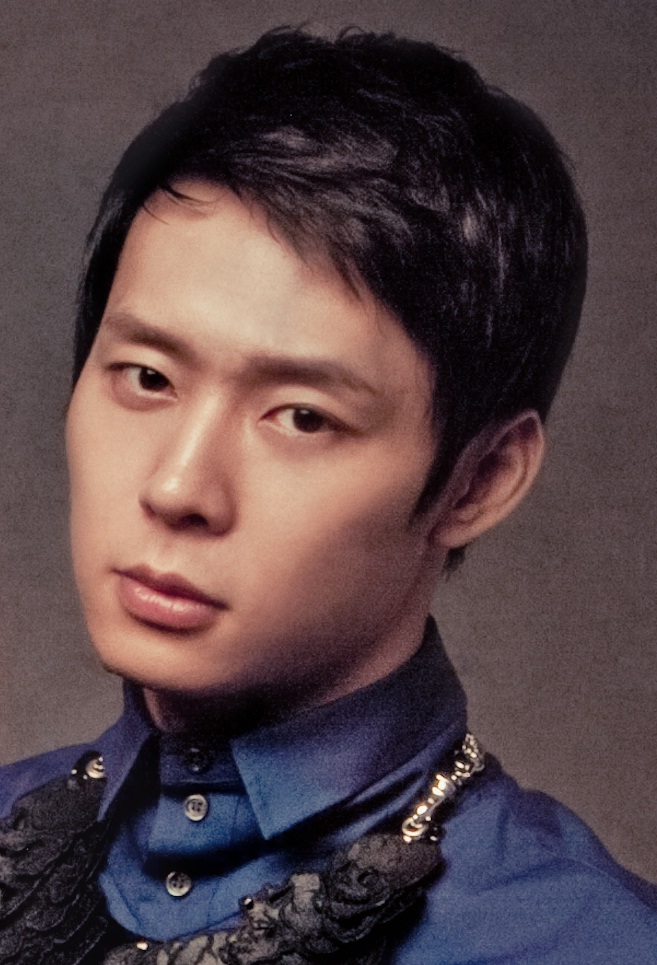
Pak Jucshon (Park Yu-cheon)
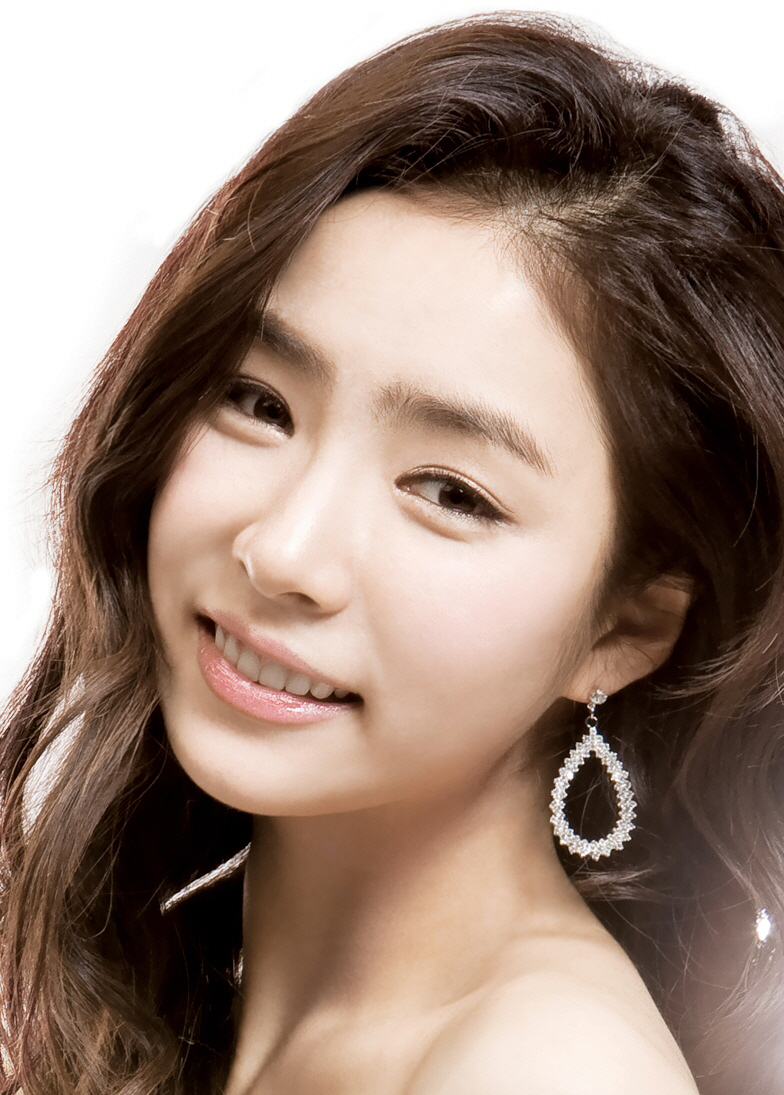
Sin Szegjong (Sin Se-gyeong)
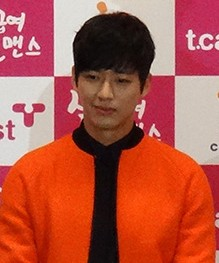
Namgung Min
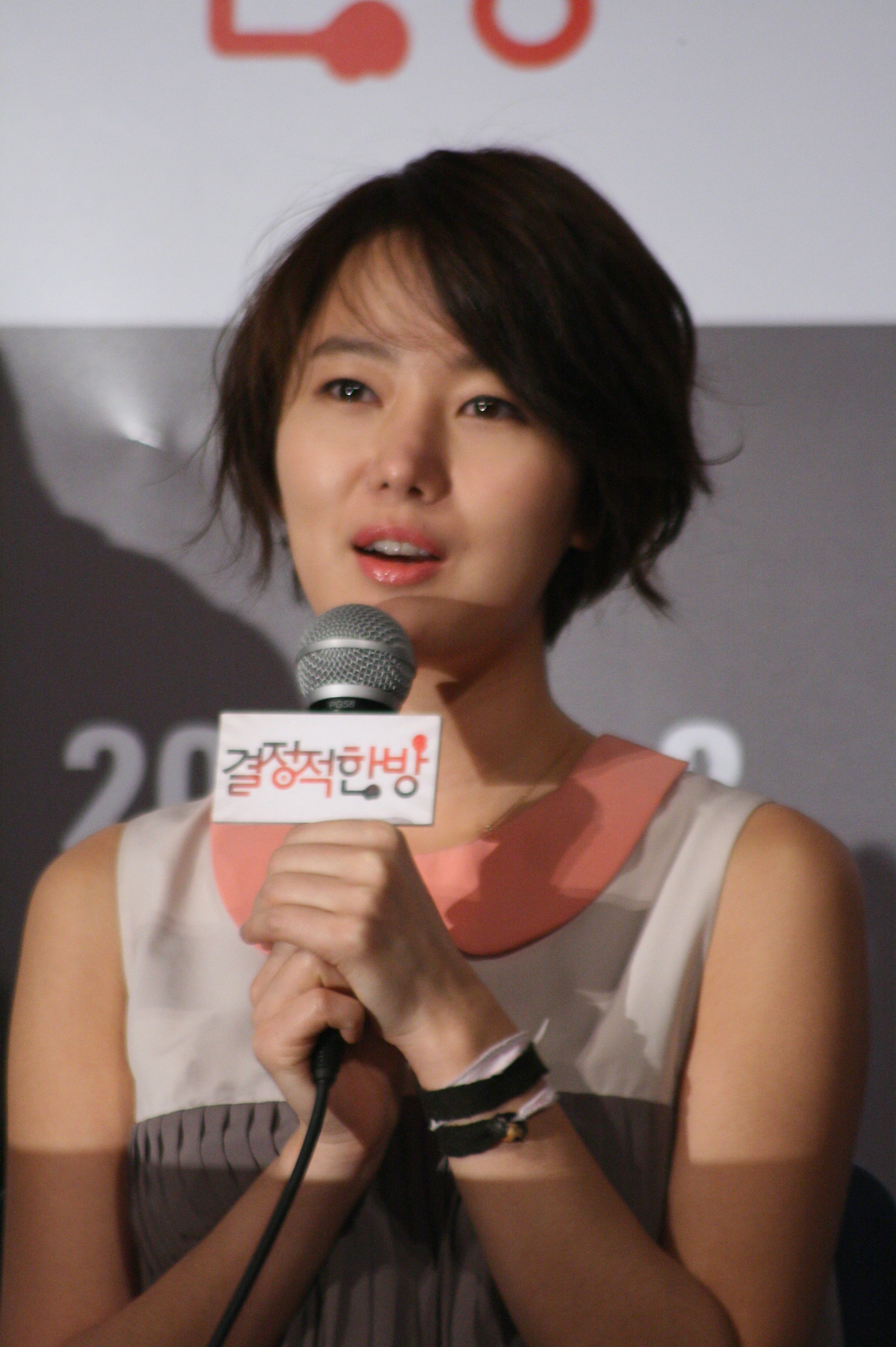
Jun Dzsinszo (Yun Jin-seo)